# لاکینگتون
لاکینگتون (به انگلیسی: Luckington) یک روستا و محله مدنی در بریتانیا است که در ویلتشر واقع شده‌است. لاکینگتون ۶۳۰ نفر جمعیت دارد.